# Charlie Straight
Charlie Straight — чешская музыкальная группа из чешского города Тршинец, существовавшая с 2006 по 2013 год. В состав группы входили Альберт Чёрный, Джонни Сьеншиала, Павел Пилх и Михал Шупак.

## История
Основатели группы Альберт Черный и Джонни Сьеншиала вместе учились в Тршинецкой гимназии, а также были участниками школьной музыкальной группы Funkiers и джазового трио 3JAZZ.
В 2005 Альберт провёл летние каникулы в Лондоне, где улучшал свой английский. Поездка в Великобританию произвела на юношу такое сильное впечатление, что именно в Лондоне он написал свои первые песни, которые сразу же по приезде домой дал прослушать Павлу Пилху, своему учителю игры на ударных. Тот одобрил песни, и они вместе с Альбертом и Джонни Сьеншиалой решили организовать музыкальную группу. Солистом новой группы должен был стать Альберт, гитаристом — Джонни, а на ударных играл бы Пилх. Но группе нужен был ещё один участник, который играл бы на клавишных. Им стал Михал Шупак, вместе с которым Альберт учился в начальной школе. Именно так в 2006 образовалась музыкальная группа, получившая название Charlie Straight в честь ника, под которым Альберт Чёрный был зарегистрирован на одном из сайтов. В состав группы вошли:
- Альберт Черный — Вокал, автор песен
- Джонни Сьеншиала — Гитара, бас-гитара
- Павел Пилх — Ударные
- Михал Шупак — Клавишные

## She’s A Good Swimmer
После нескольких репетиций, Джонни записал первые демо-версии песен Charlie Straight и выложил их на сайте Bandzone.cz, где они были замечены чешским продюсером Михалом Новаком, который предложил Charlie Straight оформить с ним контракт. Результатом сотрудничества Новака и Charlie Straight стал вышедший 17 апреля 2009 года дебютный альбом группы She’s A Good Swimmer (рус. Она хорошая пловчиха).
| №  | Оригинальное название                     | Перевод названия                                           | Длительность | Текст                                                                                 |
| -- | ----------------------------------------- | ---------------------------------------------------------- | ------------ | ------------------------------------------------------------------------------------- |
| 1  | Try Some Stuff You Don’t Think You Should | Попробуй делать то, что тебе, по-твоему, не следует делать | 2:57         | Текст песни Try Some Stuff You Don’t Think You Should на сайте www.karaoke-lyrics.net |
| 2  | Love Factory                              | Фабрика любви                                              | 4:04         | Текст песни Love Factory на сайте www.karaoke-lyrics.net                              |
| 3  | You Can                                   | Ты можешь                                                  | 3:27         | Текст песни You Can на сайте www.karaoke-lyrics.net                                   |
| 4  | In The Morning                            | Утром                                                      | 3:37         | Текст песни In The Morning на сайте www.karaoke-lyrics.net                            |
| 5  | Nothing                                   | Ничто                                                      | 2:12         | Текст песни Nothing на сайте www.karaoke-lyrics.net                                   |
| 6  | Bathroom Song                             | Песня из ванной                                            | 5:23         | Текст песни Bathroom Song на сайте www.karaoke-lyrics.net                             |
| 7  | Rain                                      | Дождь                                                      | 5:16         | Текст песни Rain на сайте www.karaoke-lyrics.net                                      |
| 8  | Platonic Johny                            | Платонический Джонни                                       | 4:21         | Текст песни Platonic Johny на сайте www.karaoke-lyrics.net                            |
| 9  | Your House                                | Твой дом                                                   | 3:20         | Текст песни Your House на сайте www.karaoke-lyrics.net                                |
| 10 | She´s A Good Swimmer                      | Она хорошая пловчиха                                       | 3:25         | Текст песни She´s A Good Swimmer на сайте www.karaoke-lyrics.net                      |
| 11 | Running Up                                | Я бегу вверх                                               | 2:43         | Текст песни Running Up на сайте www.karaoke-lyrics.net                                |
| 12 | Upside Down                               | Вверх ногами                                               | 2:51         | Текст песни Upside Down на сайте www.karaoke-lyrics.net                               |
| 13 | Sometimes I Fall                          | Иногда я падаю                                             | 2:40         | Текст песни Sometimes I Fall на сайте www.karaoke-lyrics.net                          |

## School Beauty Queen и сериал «Тинейджеры»
В 2011 году Charlie Straight записали песню School Beauty Queen (рус. Первая красавица школы), ставшую саундтреком к сериалу «Тинейджеры». Альберт Чёрный даже сыграл в сериале эпизодическую роль Альберта, солиста школьной группы sCool Band.

## Someone With A Slow Heartbeat
13 марта 2012 года вышел второй альбом группы. который назывался Someone With A Slow Heartbeat (рус. Кто-то с медленно бьющимся сердцем), в который вошли 11 новых композиций Charlie Straight.
| №  | Оригинальное название         | Перевод названия                   | Длительность | Текст                                                                     |
| -- | ----------------------------- | ---------------------------------- | ------------ | ------------------------------------------------------------------------- |
| 1  | How Do You Like My Earrings?  | Как вам мои серёжки?               | 3:14         | Текст песни How Do You Like My Earrings? на сайте www.karaoke-lyrics.net  |
| 2  | Changing Trains               | Я пересаживаюсь в другой поезд     | 4:11         | Текст песни Changing Trains на сайте www.karaoke-lyrics.net               |
| 3  | Dear Jack & Stacey            | Дорогие Джек и Стейси              | 3:24         | Текст песни Dear Jack & Stacey на сайте www.karaoke-lyrics.net            |
| 4  | Tiger in Your Heart           | Тигр в твоём сердце                | 4:59         | Текст песни Tiger in Your Heart на сайте www.karaoke-lyrics.net           |
| 5  | Coco                          | Коко                               | 3:41         | Текст песни Coco на сайте www.karaoke-lyrics.net                          |
| 6  | Too many knives               | Слишком много ножей                | 3:14         | Текст песни Too many knives на сайте www.karaoke-lyrics.net               |
| 7  | Something New                 | Что-то новенькое                   | 5:42         | Текст песни Something New на сайте www.karaoke-lyrics.net                 |
| 8  | Someone With A Slow Heartbeat | Кто-то с медленно бьющимся сердцем | 5:07         | Текст песни Someone With A Slow Heartbeat на сайте www.karaoke-lyrics.net |
| 9  | Stuck In The Mud              | Завязнувший в иле                  | 4:12         | Текст песни Stuck In The Mud на сайте www.karaoke-lyrics.net              |
| 10 | Institutions Of The World     | Институты нашего мира              | 5:31         | Текст песни Institutions Of The World на сайте www.karaoke-lyrics.net     |
| 11 | 45 Days In Tokyo              | 45 суток в Токио                   | 5:46         | Текст песни 45 Days In Tokyo на сайте www.karaoke-lyrics.net              |

## Жанр и язык
Несмотря на то, что все участники группы имеют чешское происхождение, большая часть песен Charlie Straight написана на английском языке, поскольку Альберт Черный находился под сильным влиянием британских исполнителей, в том числе Bat For Lashes, Yuck и Churches. Под влиянием этих исполнителей сформировался и тот жанр, в котором написана большая часть песен группы — смесь инди-рока и брит-попа.

## Песни, не вошедшие в альбомы
За семь лет существования группы, Charlie Straight создали ряд композиций, так и не вошедших ни в один из альбомов. Список этих песен приведён ниже.
| Оригинальное название | Перевод названия                | Длительность | Текст                                                            | Примечания |
| --------------------- | ------------------------------- | ------------ | ---------------------------------------------------------------- | --- |
| Crush On A Hooligan   | Она влюблена в хулигана         | 5:25         | Текст песни Crush On A Hooligan на сайте www.karaoke-lyrics.net  | Последняя песня, созданная группой. Посвящена фанатам, которые были вместе с Charlie Straight в течение семи лет |
| Going Blind           | Я еду вслепую                   | 5:07         | Текст песни Going Blind на сайте www.karaoke-lyrics.net          | Кавер на одноимённую песню чешской группы Mňága & Ždorp                                                          |
| I Sleep Alone         | Я сплю в одиночестве            | 4:20         | Текст песни I Sleep Alone на сайте www.karaoke-lyrics.net        | Совместно с Маркетой Иргловой (чеш. Markéta Irglová)                                                             |
| Leni                  | Лени                            | 5:48         |                                                                  | Одна из немногих песен Charlie Straight, написанная на чешском                                                   |
| My Foggy Star         | Моя туманная звезда             | 2:26         | Текст песни My Foggy Star на сайте www.karaoke-lyrics.net        | |
| Picking Blueberries   | Я собираю чернику               | 3:15         | Текст песни Picking Blueberries на сайте www.karaoke-lyrics.net  | |
| Prisoners             | Пленники                        | 3:51         | Текст песни Prisoners на сайте www.karaoke-lyrics.net            | |
| School Beauty Queen   | Первая красавица школы          | 5:01         | Текст песни School Beauty Queen на сайте www.karaoke-lyrics.net  | Саундтрек к сериалу Тинейджеры(чеш. 4teens)                                                                      |
| Shall we have a baby  | Следует ли нам завести ребёнка? | 3:19         | Текст песни Shall we have a baby на сайте www.karaoke-lyrics.net | Женскую партию в песне исполнили Каролина, сестра Альберта, и Бара, сестра Джонни.                               |
| Snídaně ve vaně       | Завтрак в ванной                | 3:17         | Текст песни Snídaně ve vaně на сайте www.karaoke-lyrics.net      | Песня написана на чешском                                                                                        |
| Your Photo            | Твоя фотография                 | 2:24         | Текст песни Your Photo на сайте www.karaoke-lyrics.net           | |

Также Charlie Straight исполняли совместно с Марией Роттровой (чеш. Marie Rottrová) её песню S Tebou (рус. С тобой), которая является чешской версией песни С-Moon Пола Маккартни.

## Распад группы
В конце октября 2013 года участники Charlie Straight объявили об официальном распаде группы. Хотя менеджер Charlie Straight говорит, что речь идёт лишь о долговременном перерыве, вероятность того, что группа возродится очень мала. «За эти семь лет мы вместе пережили невероятные вещи, которые нас изменили. Люди меняются, поэтому вполне естественно, что каждый из нас перешёл в новое состояние, и наши мнения по поводу того, в каком направлении должна развиваться группа, разошлись. Поэтому в последнее время нам все труднее договориться по поводу ключевых вопросов», — объясняет Джонни Сьеншиала. «Я буду писать песни, петь и полностью жить музыкой; мы с барабанщиком Павлом Пилхом уже работаем кое над чем новеньким», — заявил фронтмен группы Альберт Чёрный.
В конце 2013 года Альберт создал новую группу под названием Lake Malawi (рус. Озеро Малави), куда вошли Павел Пилх (ударные), Патрик Карпентский (гитара,бас-гитара) и Ероним Шубрт (бас-гитара,гитара,клавишные). Другие участники Charlie Straight тоже создали свои собственные проекты: Михал Шупак организовал группу Noisy Pots (рус. Шумные горшки), а Джонни Сьеншиала — коллектив Big Destiny (рус. Великая судьба)

### Клипы

#### Официальные
- Официальный клип на песню Shall We Have A Baby
- Официальный клип на песню Platonic Johny
- Официальный клип на песню Your House
- Официальный клип на песню Upside Down
- Официальный клип на песню Try Some Stuff You Don’t Think You Should
- Официальный клип на песню School Beauty Queen
- Официальный клип на песню Coco
- Официальный клип на песню Someone With A Slow Heartbeat
- Официальный клип на песню I Sleep Alone
- Официальный клип на песню Going Blind
- Официальный клип на песню Tiger In Your Heart
- Официальный клип на песню Crush On a Hooligan

#### Неофициальные
- Неофициальный клип на песню 45 Days in Tokyo
- Неофициальный клип на песню Something New
- Неофициальный клип на песню Too Many Knives

### Сайт
- Официальный сайт группы